# シャンバーグ

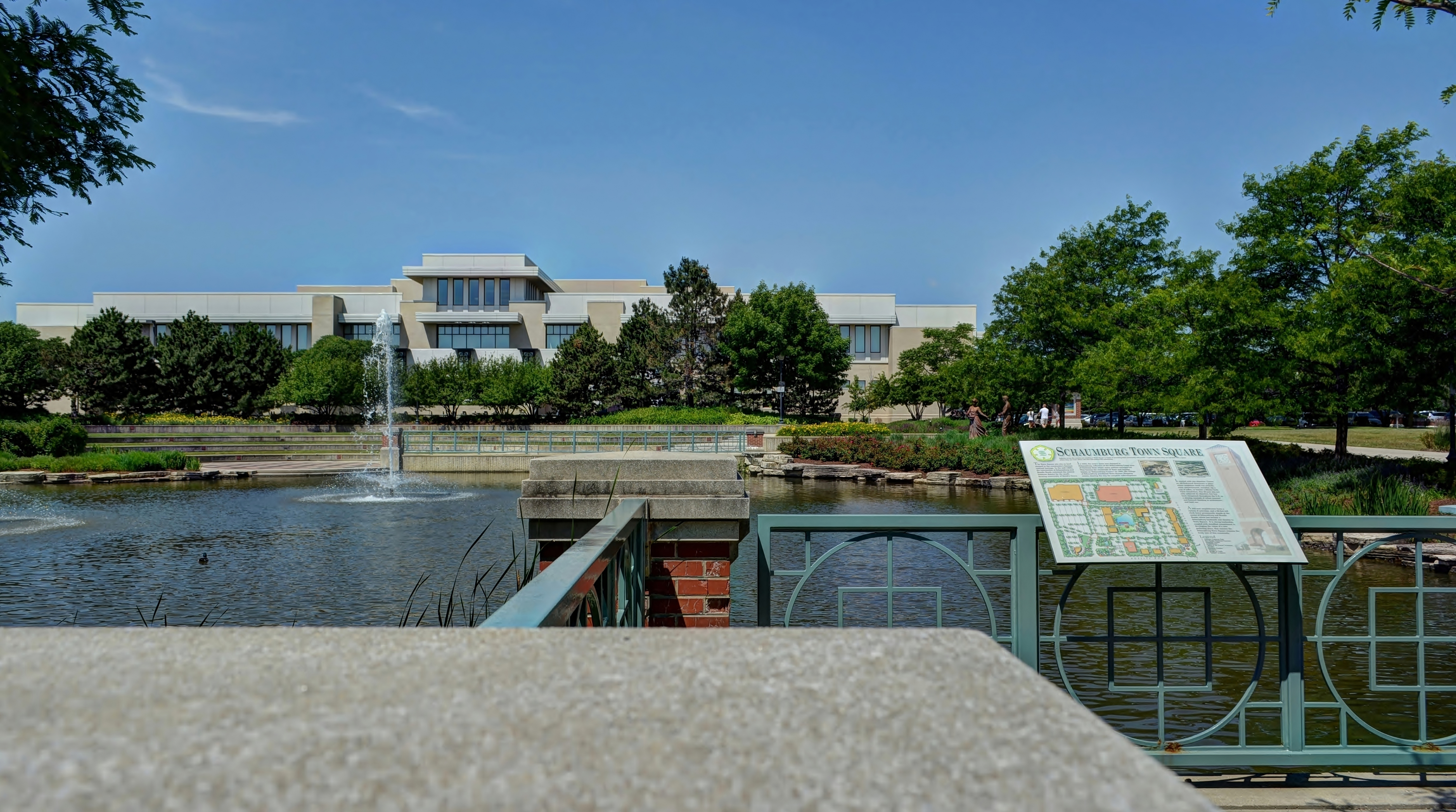
シャンバーグ図書館

クック郡内の位置（右）

シャンバーグ（Schaumburg）は、アメリカ合衆国イリノイ州のクック郡にある村である。人口は7万8723人（2020年）。シカゴの北西45キロメートルに位置している。村の一部はデュページ郡に入っている。
ドイツ系移民が開拓した村であり、シャンバーグという地名は、入植者の中にシャウムブルク（独: Schaumburg）の出身者が多かったことにちなむ。

## 地理
アメリカ合衆国統計局によると、シャンバーグ村は総面積49.5 km² (19.1 mi²) である。このうち49.2 km² (19.0 mi²) が陸地で0.63%の0.3 km² (0.1 mi²) が水域となっている。
シャンバーグという場合、シャンバーグ村とシャンバーグ・タウンシップがあり、物理的にはほぼ重なる。タウンシップは、イリノイ州、クック郡の下に位置する行政単位である。

## 人口動勢
2000年国勢調査で、シャンバーグ村は人口75,386人、31,799世帯、及び19,301家族が暮らしていた。人口密度は1,531.9/km2 (3,967.1/mi2) である。672.5/km2 (1,741.5/mi2) の平均的な密度に33,093軒の住宅が建っている。この村の人種的な構成は白人78.78%、アフリカン・アメリカン3.35%、アメリカ先住民0.10%、アジア人14.19%、太平洋諸島系0.06%、その他の人種1.73%、及び混血1.78%である。ヒスパニックまたはラテン系は人口の5.29%である。
この村内の住民は21.9%が18歳未満の未成年、18歳以上24歳以下が8.3%、25歳以上44歳以下が36.3%、45歳以上64歳以下が24.0%、及び65歳以上が9.5%にわたっている。中央値年齢は35歳である。女性100人ごとに対して男性は94.8人である。18歳以上の女性100人ごとに対して男性は91.9人である。
この村の世帯ごとの平均的な収入は60,941米ドルであり、家族ごとの平均的な収入は72,631米ドルである。男性は51,319米ドルに対して女性は36,108米ドルの平均的な収入がある。この村の一人当たりの収入 (per capita income) は30,587米ドルである。18歳未満の3.0%及び65歳以上の4.5%を含む、家族の約2.0%及び人口の3.0%は貧困線以下である。

## 経済
シャンバーグはシカゴ市外で、イリノイ州内の最も大きな小売り整備地である。ショッピング地域分野でアメリカ合衆国内最大級モールであるWoodfield Mall及びイリノイ州内に2軒あるイケアの1軒がシャンバーグにある。
旧モトローラ社及び現モトローラ・ソリューションズはこのシャンバーグに本拠地を置いている。
日本の鉄道模型メーカーKATO（関水金属）はアメリカ現地法人"KATO USA"をシャンバーグに置いている。同社は通勤鉄道メトラのシャンバーグ駅（en:Schaumburg station）の模型化もしている（独ファーラー社製造）。

## 教育
日本人の在住者も多く、54番学区のトマス・ドゥーリー小学校には日本語と英語のイマージョン（バイリンガル、デュアル）クラスがある。